# Marisa Sannia
Marisa Sannìa (Iglesias, 15 febbraio 1947 – Cagliari, 14 aprile 2008) è stata una cantautrice e attrice italiana.
Nota per alcuni successi di musica leggera negli anni sessanta, è stata interprete di canzoni d'autore, attrice e ha poi iniziato una ricerca artistica che l'ha portata a diventare un'apprezzata cantautrice in lingua sarda. È stata conosciuta anche con il soprannome "la gazzella di Cagliari".

## Biografia

### Anni sessanta
Marisa Sannia iniziò la sua carriera musicale nei primi anni sessanta, da voce femminile di un gruppo musicale cagliaritano, "I Principi"; seconda classificata in un concorso nazionale per voci nuove indetto dalla Fonit Cetra. Il concorso si svolse presso la sede Rai di Cagliari dove, accompagnata alla chitarra da Roberto Casti e Pasqualino Cao, presentò la canzone di Salvatore Adamo Perduto amor, e a giudicare era presente il maestro Bruno Canfora. Nel frattempo continuava regolarmente la sua attività di giocatrice di basket, prima nella Karalis (da cui arriva alla Nazionale italiana che partecipa ai Campionati Europei Juniores del 1965, in Bulgaria), poi nel CUS Cagliari Pallacanestro, dove buona parte della Karalis era convogliata.
Dopo aver vinto il concorso nazionale Rai per voci nuove, ottenne un contratto discografico quadriennale dalla Fonit Cetra. Convocata dalla casa discografica a Roma, il suo talento venne notato dal giurato Sergio Endrigo, con cui stabilì uno speciale rapporto destinato a durare per tutto il resto della vita, e Luis Bacalov; i due compongono per lei il pezzo d'esordio discografico Tutto o niente, promuovendo la sua partecipazione, nell'autunno del 1966, all'edizione di quell'anno di Canzonissima (titolo Scala reale). Prima della fine dell'anno, la Sannia lanciò anche, nei modi adolescenziali di una Françoise Hardy o Gigliola Cinquetti, Dai di Canfora e Lina Wertmüller, registrata a Parigi nel novembre 1966 in una puntata del programma televisivo Chez Vous che venne poi trasmessa dalla Rai nel maggio dell'anno successivo, e un altro brano composto da Endrigo, Una cartolina, canzone natalizia che si guadagnò un buon numero di passaggi radiofonici e alla televisione (Veglia di Natale, 24 dicembre 1966).
La rinuncia al Festival di Sanremo 1967, dove la Fonit Cetra avrebbe voluto farla partecipare in coppia con l'altro giovane su cui puntava in quel momento, Gianni Pettenati, non le impedisce di essere compresa fra gli interpreti dell'album 14 canzoni di Sanremo '67, dove propone C'é chi spera, il pezzo cantato nella manifestazione da Riki Maiocchi e Marianne Faithfull. Con la canzone Lo sappiamo noi due (parole di Sergio Bardotti, musica di Endrigo), che era stata proposta in uno special per la trasmissione televisiva Giovani (5 aprile 1967) e aveva fatto da titolo a un'altra musicale dedicata a Torino (3 luglio), la Sannia partecipò anche a Canzonissima, denominata quell'anno Partitissima.
Importante, nell'ascesa della cantante, risultò anche l'affermazione conseguita, nell'estate dello stesso 1967, al Festivalbar, dove, con Sarai fiero di me si classificò terza nel girone Giovani e vinse il premio della critica discografica. Proprio la notorietà ricevuta dalle gare canore come dalle trasmissioni televisive e radiofoniche, le consentì di recitare nel ruolo di protagonista, sempre nel 1967, in due musicarelli, entrambi comprendenti la canzone Sarai fiero di me: I ragazzi di Bandiera Gialla e Stasera mi butto, al fianco di Giancarlo Giannini.

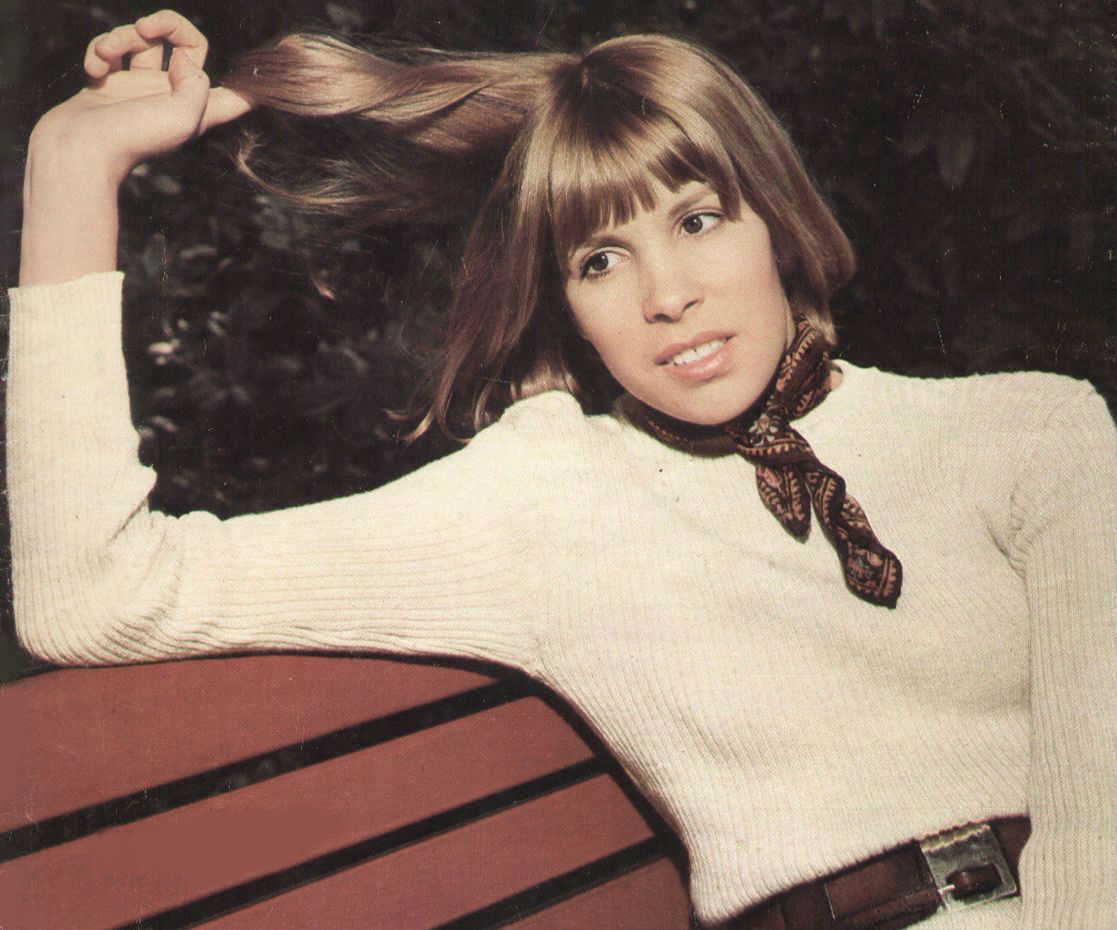
Marisa Sannia nel 1970

Nel 1968 Marisa Sannia si classificò seconda al Festival di Sanremo con Casa bianca, composta da Don Backy e cantata in coppia con Ornella Vanoni, che venderà oltre 500 000 copie, venendo inserita nella colonna sonora del film Alfredo Alfredo di Pietro Germi. Nell'estate di quell'anno rilancia Non è questo l'addio, già incisa insieme a Sono innamorata (ma non tanto), proponendo anche Io ti sento, brano composto da Armando Trovajoli per la colonna sonora del film di Dino Risi Straziami, ma di baci saziami, e Colpo di vento, sigla finale del programma televisivo Ciao mamma. Diventò nel contempo la testimone pubblicitaria, anche televisiva, di una nota azienda dolciaria dell'epoca, a cui rimase legata per qualche anno. Sempre nel 1968 la Sannia pubblicò il suo primo 33 giri Marisa Sannia, comprendente 10 brani. Non mancarono, prima e dopo il passaggio alla casa discografica CGD (1969), altri 45 giri di successo, come Una donna sola, Una lacrima, La playa/E se qualcuno s'innamorerà di me.
Numerose, fra la fine dei sessanta e i primi anni settanta, le partecipazioni della Sannia alle manifestazioni canore, come alle già citate Canzonissima, fra il 1968 e il 1973, e alla Mostra internazionale di Venezia (1968, 1969, 1971), Una Canzone per l'Europa a Lugano, nel 1969, Festival di Varadero a Cuba e Expo 1970 a Osaka, entrambi nel 1970, Festival di Spalato, nel 1971, e nuovamente il Festival di Sanremo, nel 1970 e 1971, presentando in tali occasioni varie canzoni sopra nominate. Nel suo repertorio, di facile ascolto in molti dei suoi brani più noti, la Sannia non mancò comunque di sperimentare la canzone pop d'autore, talvolta anche a scapito del successo, cosa che la porterà a incidere brani, oltre che di Endrigo, a cui dedicò il suo secondo album (Marisa Sannia canta Sergio Endrigo e le sue canzoni, 1970), e Bacalov, anche di Vecchioni, De Gregori, Lauzi, Minghi, de Moraes e De Angelis, fra gli altri.
Grazie alla sua avvenenza, la Sannia ebbe modo di apparire in numerose riviste illustrate anche in veste di indossatrice, fotomodella e, più raramente, interprete di fotoromanzi (l'ultima apparizione in questa veste, sul mensile Sogno Oscar, n. 304, risale al 1973). Nel frattempo, si sposò mediante rito civile a Cagliari, nel settembre 1969. Marisa Sannia era atea ma preferiva definirsi non credente: affermò, infatti, di non essere credente o interessata a questioni come l’esistenza di Dio o l’immortalità dell’anima: "Ognuno vive come crede, segue la religione che gli piace". "Io sono fatta così e chi mi vuol bene deve accettarmi come sono". E ancora: "Ho paura della morte perché mi dispiace che tutto finisca per sempre, ma la favola dell'inferno e del paradiso mi fa sorridere" [Intervista al settimanale Gente 1973].

### Anni settanta
Nei primi anni settanta, percependo il graduale esaurimento della sua stagione canora più fortunata, la Sannia si dedicò anche al teatro, partecipando a due musical ("opere-folk", vennero chiamate dal loro ideatore, Tony Cucchiara, conosciuto dalla cantante ai tempi di Settevoci) di notevole successo, Caino e Abele, 1973, trasmesso dalla Rai nell'aprile 1974, e Storie di periferia, 1975. Dal punto di vista discografico, è il momento dell'interesse per il tema infantile, da cui scaturisce sia la partecipazione, di nuovo sotto l'ala protettrice di Sergio Endrigo, all'album L'Arca (1973), una raccolta di canzoni di Vinícius de Moraes, di cui interpreta i brani Il gatto e Il pinguino, sia un 33 giri, sempre del 1973, di canzoni tratte dai film di Walt Disney, intitolato Marisa nel Paese delle Meraviglie. Teatro e infanzia compensano, in questi anni, l'insofferenza crescente della cantante per l'industria della canzone.
Nel 1976 la Sannia pubblicò la sua prima raccolta come cantautrice. Nel dicembre 1976, a Cagliari nasce una figlia: è l'occasione propizia che convince la Sannia a rinunciare alla ribalta, fatta eccezione per una trasmissione di Radio Sardegna di cui è la co-conduttrice (Ore 11.30, con Paolo Pillonca, 1977).

### Anni ottanta
All'inizio degli anni ottanta, la ritroviamo recitare in un ruolo minore nello sceneggiato televisivo George Sand, accanto a Giorgio Albertazzi, Anna Proclemer e Paola Borboni, e fra i danzatori del film di Pupi Avati Aiutami a sognare. Il 1984 è l'anno del poco soddisfacente ritorno al Festival di Sanremo con Amore amore, che le permise comunque di partecipare a qualche rievocazione televisiva della musica del passato, a cui, però, seguì un lungo periodo di lontananza dalle scene. Nel 1989 participa a C'era una volta il festival, dove porta in gara Casa bianca.

### Anni novanta
Nel 1990 partecipa alla trasmissione televisiva Una rotonda sul mare, dove canta Com'è dolce la sera. Nel 1993 il ritorno pubblico alla musica con un disco in lingua sarda nel quale musicò i versi di Antioco Casula, alias Montanaru, poeta sardo attivo nella prima metà del Novecento, dal titolo Sa oghe de su entu e de su mare, con il quale conseguì il premio Silanus 1994. Di lì a poco, anche il ritorno al teatro (1994-1995) con Giorgio Albertazzi nella ripresa del fortunato Memorie di Adriano - Ritratto di una voce, regia di Maurizio Scaparro, avvicendando un'altra cantante sarda, Maria Carta, presente nelle prime edizioni dello spettacolo.
Nel 1997 incise il nuovo disco Melagranàda, in collaborazione con lo scrittore bilingue Francesco Masala, in una raccolta tratta dall'opera Poesias in duas limbas. Il brano Bellita bellita, da lei composto, venne inserito nella colonna sonora del film di Piero Livi Sos laribiancos/I dimenticati (1999). Nel 2002 partecipò a Canzoni per te, concerto organizzato dal premio Tenco, e al relativo disco, in tributo a Sergio Endrigo, interpretando Mani bucate.

### Dopo gli anni duemila
Nel 2001 esce la raccolta su CD Canzoni per te, dedicato a Sergio Endrigo, in cui tra gli altri Marisa Sannia interpreta la canzone Mani bucate, canzone pubblicata su 45 giri nel 1965. Marisa Sannia, infatti, partecipò alla Rassegna del Club Tenco nel 2001 (registrazione del 26 ottobre 2001).
Nel 2003 uscì la terza raccolta in lingua sarda, Nanas e janas, con parole e musiche inedite scritte dalla stessa Sannia. Questa nuova ricerca poetica e musicale è riassunta nel recital Canzoni tra due lingue sul cammino della poesia, presentato in importanti rassegne italiane ed estere come "La Notte dei Poeti" all'anfiteatro romano di Nora, al Festival di Taormina e nell'ambito della rassegna "Roma incontra il mondo". Nel gennaio 2006 prese parte al concerto in ricordo dell'appena defunto Sergio Endrigo, intitolato "Ciao Poeta" e raccolto in un apposito CD/DVD, interpretando La rosa bianca e Come stasera mai.
Nel 2007 Marisa Sannia partecipò al Festival "Mille e un Nuraghe", IV edizione, a Perfugas, dove propose poesie di Antioco Casula e Francesco Masala, una prosa lirica di Giulio Angioni (Il mare) e in anteprima alcuni brani del suo ultimo lavoro discografico che verrà pubblicato postumo. Durante il concerto venne accompagnata al piano e alla chitarra dall'arrangiatore Marco Piras.
L'ultimo suo lavoro, pubblicato postumo e distribuito dalla Felmay nel novembre 2008 (con un'anteprima al premio Tenco), è Rosa de papel, dedicato alla vita e alla poesia di Federico García Lorca. Si tratta di una raccolta di 12 canzoni, particolarmente cara alla cantante, che traspone in musica alcune liriche del periodo giovanile del poeta spagnolo. Tra le canzoni della raccolta, oltre Rosa de papel, El nino mudo, Laberytos y espejos, Aguila de los ninos.
Marisa Sannia ha all'attivo molte partecipazioni in lavori di altri artisti e alcune sue composizioni sono state interpretate anche in Spagna dalla cantante Ester Formosa. Come autrice ha vinto, nel 1997, il Festival della Canzone d'Autore per Bambini (“Bimbo Star”), categoria Ragazzi, col brano Stella che non brilla.
Marisa Sannia morì il 14 aprile 2008 a 61 anni, a causa di un cancro al fegato. I funerali si svolsero in forma privata.

## Riconoscimenti
Nell'agosto dello stesso anno, venne conferito alla sua memoria il riconoscimento del "premio Maria Carta". Nel settembre del 2009 l'artista Maria Lai ha dedicato alla figura della Sannia, di cui era amica, un evento speciale presso il piazzale della Stazione dell'arte a Ulassai, con il coinvolgimento del marito e della figlia della cantante.

## Discografia

### Album
- 1968: Marisa Sannia (Fonit Cetra, LPX 2)
- 1970: Marisa Sannia canta Sergio Endrigo... e le sue canzoni (CGD, FGS 5074)
- 1973: Marisa nel Paese delle Meraviglie (EMI Italiana, 3C062-17922)
- 1976: La pasta scotta (CBS, 81659)
- 1993: Sa oghe de su entu e de su mare (Tekno Record, CDK 0108)
- 1997: Melagranàda (NAR International, 04429 5011-2)
- 2003: Nanas e janas (NAR International, 105032)
- 2008: Rosa de papel (Felmay, FY 8139)

### Singoli
- 1966: Tutto o niente (Fonit Cetra, SP 1309)
- 1966: Una cartolina/Tutto o niente (Fonit Cetra, SP 1322)
- 1967: Sarai fiero di me/Lo sappiamo noi due (Fonit Cetra, SP 1329)
- 1967: Sono innamorata (ma non tanto)/Non è questo l'addio (Fonit Cetra, SP 1351)
- 1968: Casa bianca/Gli occhi miei (Fonit Cetra, SP 1361)
- 1968: Casa bianca/Vorrei avere tante cose (Fonit Cetra, SP 1364)
- 1968: Colpo di vento/Quando torni (Fonit Cetra, SP 1376)
- 1968: Io ti sento/Io ti sento (Orchestra A. Trovajoli) (Fonit Cetra, SP 1382)
- 1968: Una donna sola/L'isola (Fonit Cetra, SP 1389)
- 1969: La playa (E se qualcuno si innamorerà di me)/Una cartolina (Fonit Cetra, SPD 630)
- 1969: La compagnia/Guarda (CGD, N 9714)
- 1969: Una lacrima/Io darei la vita mia (CGD, N 9734)
- 1969: La finestra illuminata/Una strada vale un'altra (CGD, N 9753)
- 1970: L'amore è una colomba/L'ultima rosa (CGD, N 9763)
- 1970: La sirena/La canzone di Orfeo (CGD, N 9803)
- 1970: La primavera/Guarda (CGD, N 9826)
- 1971: Com'è dolce la sera/Ogni ragazza come me (CGD, N 104)
- 1971: La mia terra/Quante storie per un fiore (Fonit Cetra, SP 1462)
- 1972: Un aquilone/Il mio mondo, il mio giardino (EMI Italiana, 3C 006 17849)
- 1973: Ricordo una canzone/Piccola strada di città (EMI Italiana, 3C 006 17887)
- 1973: Scale e arpeggi/Supercalifragilistic (EMI Italiana, 3C 006 17939)
- 1973: Bibbidi-bobbidi-bu/Impara a fischiettar (EMI Italiana, 3C 006 17940)
- 1974: Il gatto/Il pinguino (Fonit Cetra, SPB 2)
- 1984: Amore amore/Primavera  (Fonit Cetra, SP 1807)

## Filmografia
- I ragazzi di Bandiera Gialla, regia di Mariano Laurenti (1967)
- Stasera mi butto, regia di Ettore Maria Fizzarotti (1967)
- George Sand, regia di Giorgio Albertazzi – miniserie TV (1981)
- Aiutami a sognare, regia di Pupi Avati (1981)
- Sos laribiancos/I dimenticati, regia di Piero Livi (1999)

## Teatro
- Caino e Abele di Tony Cucchiara, regia di Tony Cucchiara (1973)
- Storie di periferia di Tony Cucchiara, regia di Tony Cucchiara (1975)
- Memorie di Adriano. Ritratto di una voce, adattamento da Marguerite Yourcenar, regia di Maurizio Scaparro (1994)